# Justice Majabvi
Justice Majabvi (sinh 26 tháng 3 năm 1984) là một cựu cầu thủ bóng đá người Zimbabwe. Khi còn thi đấu, ông chơi ở vị trí tiền vệ và đã giải nghệ vào năm 2018. Majabvi từng là tuyển thủ quốc gia Zimbabwe và có thời gian thi đấu ở V.League 1 cho Hải Phòng và Khánh Hòa.

## Sự nghiệp
Majabvii lần đầu khoác áo đội tuyển quốc gia Zimbabwe trong trận giao hữu với Zambia ngày 15 tháng 7 năm 2006. Anh cũng từng chơi cho Dynamos F.C. tại Giải bóng đá vô địch các câu lạc bộ châu Phi và cùng đội bóng lọt đến trận bán kết. Anh đã 14 lần ra sân tại giải đấu này. Năm 2007, trong vai trò đội trưởng Dynamos FC, anh đã cùng đội giành được cúp liên đoàn, cúp CBZ và cúp Nestlé.